# María Lucelly Murillo
Ne doit pas être confondu avec María Fernanda Murillo.
María Lucelly Murillo Murillo (née le 5 mai 1991) est une athlète colombienne, spécialiste du lancer de javelot.
Native du département de Valle del Cauca, María Lucelly Murillo remporte un premier titre international senior lors des Jeux sud-américains de 2010.
En 2011 elle devient championne d'Amérique du Sud à Buenos Aires.
Elle obtient l'or aux Jeux d’Amérique centrale et des Caraïbes 2018 avec un lancer à 59,54 m, proche de son record personnel de 59,72 m réalisé à Medellín le 28 avril 2018.
Son frère Jhon est triple-sauteur.

## Palmarès
| Date | Compétition                              | Lieu         | Résultat | Marque  |
| ---- | ---------------------------------------- | ------------ | -------- | ------- |
| 2010 | Jeux sud-américains                      | Medellin     | 1re      | 56,08 m |
| 2010 | Jeux d'Amérique centrale et des Caraïbes | Mayagüez     | 3e       | 51,29 m |
| 2011 | Championnats d'Amérique du Sud           | Buenos Aires | 1re      | 55,85 m |
| 2018 | Jeux sud-américains                      | Cochabamba   | 2e       | 58,81 m |
| 2018 | Jeux d'Amérique centrale et des Caraïbes | Barranquilla | 1re      | 59,54 m |
| 2018 | Championnats ibéro-américains            | Trujillo     | 1re      | 59,51 m |
| 2019 | Championnats d'Amérique du Sud           | Lima         | 2e       | 57,24 m |
| 2021 | Championnats d'Amérique du Sud           | Lima         | 2e       | 59,92 m |
| 2023 | Jeux d'Amérique centrale et des Caraïbes | San Salvador | 2e       | 58,92 m |
| 2023 | Championnats d'Amérique du Sud           | São Paulo    | 3e       | 59,75 m |

## Records
| Épreuve           | Performance | Lieu     | Date         |
| ----------------- | ----------- | -------- | ------------ |
| Lancer du javelot | 62,72 m     | Budapest | 23 août 2023 |